# Itomeas
Se llaman itomeas a las fiestas que se celebraban en la Antigua Grecia en honor de Júpiter Ithomato. 
Las fiestas tenían lugar en Mesenia y se celebraban todos los años. En ellas se hacía la ceremonia de subir agua hasta la falda del monte y echarla en un espacioso estanque situado en la cima que estaba destinado al servicio de Júpiter. Este dios era alimentado en el monte Ithome por las ninfas Ithomea y Neda. 
En las fiestas itomeas había certámenes músicos y se distribuían premios.